# Центральный банк Комор
Центральный банк Комор (фр. Banque Centrale des Comores) — центральный банк Союза Коморских Островов.

## История
До 1975 года Коморы входили в зону деятельности Банка Мадагаскара и Коморских островов. 31 декабря 1974 года в Париже создан Эмиссионный институт Коморских островов. 1 июня 1975 года ему были переданы эмиссионные функции. В 1978 году вместо франка КФА введён коморский франк.
1 июля 1981 года начал операции Центральный банк Комор.